# Irrhausen
Irrhausen is een plaats in de Duitse deelstaat Rijnland-Palts, en maakt deel uit van de Eifelkreis Bitburg-Prüm.
Irrhausen telt 225 inwoners.

## Bestuur
De plaats is een Ortsgemeinde en maakt deel uit van de Verbandsgemeinde Arzfeld.
Verbandsvrije stad:  Bitburg